# WeatherTech SportsCar Championship 2017
Navigation
Édition précédente Édition suivante
La saison 2017 du WeatherTech SportsCar Championship est la quatrième édition de cette compétition issue de la fusion des championnats American Le Mans Series et Rolex Sports Car Series. Elle se déroule du 28 janvier au 7 octobre 2017 et comprend douze manches.
Les quatre principales courses du championnat (24 Heures de Daytona, 12 Heures de Sebring, 6 Heures de Watkins Glen et Petit Le Mans) forment la mini série Coupe d'Endurance d'Amérique du Nord (ou CAEN).

## Calendrier
Le calendrier 2017 est dévoilé le 5 août 2016 et comprend douze manches.
- La course fait partie de la Coupe d'Endurance d'Amérique du Nord

| Rnd. | Course                                           | Durée               | Classes      | Circuit                        | Lieu          | État, Pays              | Date            |
| ---- | ------------------------------------------------ | ------------------- | ------------ | ------------------------------ | ------------- | ----------------------- | --------------- |
| 1    | Rolex 24 at Daytona                              | 24 heures           | Toutes       | Daytona International Speedway | Daytona Beach | Floride, États-Unis     | 28 & 29 janvier |
| 2    | Mobil 1 12 Hours of Sebring                      | 12 heures           | Toutes       | Sebring International Raceway  | Sebring       | Floride, États-Unis     | 18 mars         |
| 3    | BUBBA Burger Sports Car Grand Prix at Long Beach | 1 heure 40 minutes  | P, GTLM, GTD | Circuit urbain de Long Beach   | Long Beach    | Californie, États-Unis  | 8 avril         |
| 4    | Advance Auto Parts Sportscar Showdown            | 2 heures 40 minutes | Toutes       | Circuit des Amériques          | Austin        | Texas, États-Unis       | 7 mai           |
| 5    | Chevrolet Sports Car Classic                     | 1 heure 40 minutes  | P, PC, GTD   | Circuit de Belle Isle          | Détroit       | Michigan, États-Unis    | 3 juin          |
| 6    | Sahlen's Six Hours of The Glen                   | 6 heures            | Toutes       | Watkins Glen International     | Watkins Glen  | New York, États-Unis    | 2 juillet       |
| 7    | Mobil 1 SportsCar Grand Prix                     | 2 heures 40 minutes | Toutes       | Canadian Tire Motorsport Park  | Bowmanville   | Ontario, Canada         | 9 juillet       |
| 8    | Northeast Grand Prix                             | 2 heures 40 minutes | GTLM, GTD    | Lime Rock Park                 | Lakeville     | Connecticut, États-Unis | 22 juillet      |
| 9    | Continental Tire Road Race Showcase              | 2 heures 40 minutes | Toutes       | Road America                   | Elkhart Lake  | Wisconsin, États-Unis   | 6 août          |
| 10   | Michelin GT Challenge at VIR                     | 2 heures 40 minutes | GTLM, GTD    | Virginia International Raceway | Alton         | Virginie, États-Unis    | 27 août         |
| 11   | America's Tire 250                               | 2 heures 40 minutes | P, GTLM, GTD | Circuit de Laguna Seca         | Monterey      | Californie, États-Unis  | 24 septembre    |
| 12   | Motul Petit Le Mans                              | 10 heures           | Toutes       | Road Atlanta                   | Braselton     | Géorgie, États-Unis     | 7 octobre       |

## Engagés

### Prototype

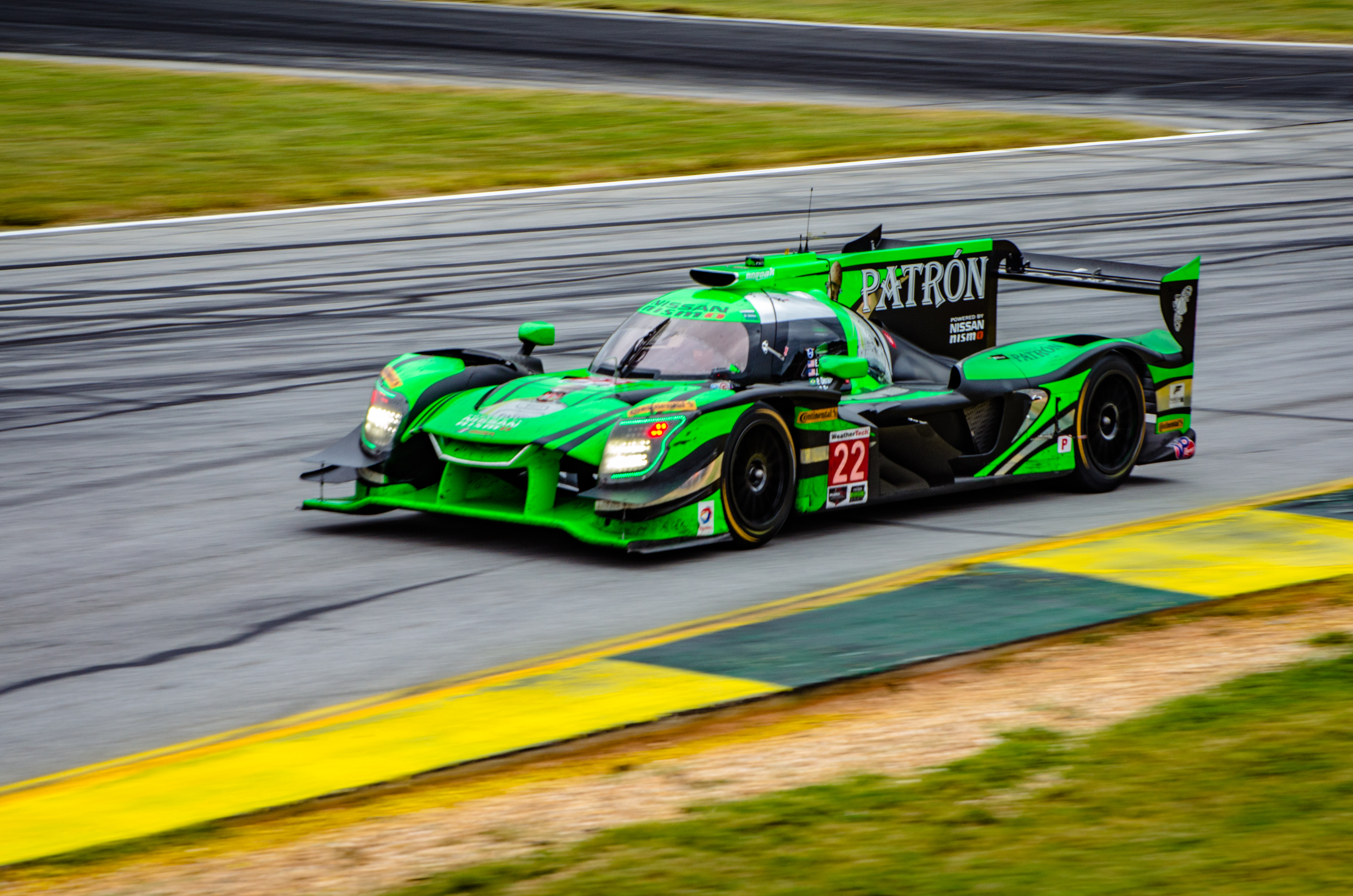
Nissan Onroak DPi

La classe Prototype, est composée de voitures LMP2 répondant à la réglementation mise en place par l'ACO et la FIA pour le championnat du monde d'endurance FIA, c'est-à-dire un châssis Dallara, Ligier, Oreca ou Riley Technologies équipé d'un moteur V8 atmosphérique Gibson et de Daytona Prototype International (DPi), où les constructeurs sont autorisés à utiliser certains panneaux de carrosserie conçus pour refléter le langage de conception du constructeur automobile, et conçoivent leurs propres moteurs.
La Balance des Performances (BOP) entre les DPi sera étudiée avec des essais en soufflerie. Les commissaires de l'IMSA testeront et vérifieront également les moteurs avec pour objectif une puissance de 600 ch et un niveau comparable de puissance et de couple.
Acura (Oreca), Mazda (Riley Technologies), Cadillac (Dallara) et Nissan (Onroak Automotive) ont développé des voitures répondant à cette réglementation.
Les pneus Continental sont utilisés par toutes les voitures.
| No.                 | Pays                      | Écurie                          | Voiture             | Pilotes                        | Pilotes                                   | Pilotes                         | Pilotes                 |
| Prototype Challenge | Prototype Challenge       | Prototype Challenge             | Prototype Challenge | Prototype Challenge            | Prototype Challenge                       | Prototype Challenge             | Prototype Challenge     |
| ------------------- | ------------------------- | ------------------------------- | ------------------- | ------------------------------ | ----------------------------------------- | ------------------------------- | ----------------------- |
| 2                   |                           | Tequila Patrón ESM              | Nissan Onroak DPi   | Ryan Dalziel (Toutes)          | Scott Sharp (Toutes)                      | Pipo Derani (1–2, 6)            | Brendon Hartley (1, 12) |
| 5                   |                           | Mustang Sampling Racing         | Cadillac DPi-V.R    | João Barbosa (Toutes)          | Christian Fittipaldi (Toutes)             | Filipe Albuquerque (1–2, 6, 12) |                         |
| 6                   |                           | Team Penske                     | Oreca 07            | Hélio Castroneves (12)         | Juan Pablo Montoya (12)                   | Simon Pagenaud (12)             |                         |
| 10                  |                           | Konica Minolta Cadillac DPi-V.R | Cadillac DPi-V.R    | Jordan Taylor (Toutes)         | Ricky Taylor (Toutes)                     | Max Angelelli (1)               | Jeff Gordon (1)         |
| 10                  | Alex Lynn (2)             | Konica Minolta Cadillac DPi-V.R | Cadillac DPi-V.R    | Ryan Hunter-Reay (12)          |                                           |                                 |                         |
| 13                  |                           | Rebellion Racing                | Oreca 07            | Nick Heidfeld (1–2, 12)        | Sébastien Buemi (1–2)                     | Neel Jani (1–2)                 | Stéphane Sarrazin (1)   |
| 13                  | Mathias Beche (12)        | Rebellion Racing                | Oreca 07            | Gustavo Menezes (12)           |                                           |                                 |                         |
| 22                  |                           | Tequila Patrón ESM              | Nissan Onroak DPi   | Johannes van Overbeek (Toutes) | Ed Brown (1–5)                            | Bruno Senna (1–2, 6, 12)        | Brendon Hartley (1–2)   |
| 22                  | Pipo Derani (7, 9, 11–12) | Tequila Patrón ESM              | Nissan Onroak DPi   |                                |                                           |                                 |                         |
| 31                  |                           | Whelen Engineering Racing       | Cadillac DPi-V.R    | Dane Cameron (Toutes)          | Eric Curran (Toutes)                      | Mike Conway (1–2, 12)           | Seb Morris (en) (1)     |
| 31                  | Filipe Albuquerque (6)    | Whelen Engineering Racing       | Cadillac DPi-V.R    |                                |                                           |                                 |                         |
| 52                  |                           | PR1/Mathiasen Motorsports       | Ligier JS P217      | Tom Kimber-Smith (1-3)         | José Gutiérrez (en) (1–2, 4, 6, 9, 11–12) | Mike Guasch (1-2)               | R. C. Enerson (en) (1)  |
| 52                  | Will Owen (3)             | PR1/Mathiasen Motorsports       | Ligier JS P217      | Marco Bonanomi (4)             | Kenton Koch (5)                           | Ryan Lewis (5)                  |                         |
| 52                  | Olivier Pla (6, 9, 11–12) | PR1/Mathiasen Motorsports       | Ligier JS P217      | Nicholas Boulle (7)            | David Ostella (en) (7)                    | Julien Canal (12)               |                         |
| 55                  |                           | Mazda Motorsports               | Mazda RT24-P        | Jonathan Bomarito (1-7)        | Tristan Nunez (1-7)                       | Spencer Pigot (1-2, 6)          |                         |
| 70                  | Tom Long (1-7)            | Mazda Motorsports               | Mazda RT24-P        | Joel Miller (1-7)              | James Hinchcliffe (1)                     | Marino Franchitti (2, 6)        |                         |
| 81                  |                           | DragonSpeed                     | Oreca 07            | Loïc Duval (1)                 | Ben Hanley (1)                            | Henrik Hedman (1)               | Nicolas Lapierre (1)    |
| 85                  |                           | JDC Miller Motorsports          | Oreca 07            | Mikhail Goikhberg (Toutes)     | Stephen Simpson (Toutes)                  | Chris Miller (1–2, 6, 12)       | Mathias Beche (1)       |
| 90                  |                           | VisitFlorida Racing             | Riley Mk. 30 1–7    | Marc Goossens                  | Renger van der Zande                      | René Rast (1-2)                 | Jonathan Bomarito (12)  |
| 90                  | Ligier JS P2179–12        | VisitFlorida Racing             |                     | Marc Goossens                  | Renger van der Zande                      | René Rast (1-2)                 | Jonathan Bomarito (12)  |

### Prototype Challenge

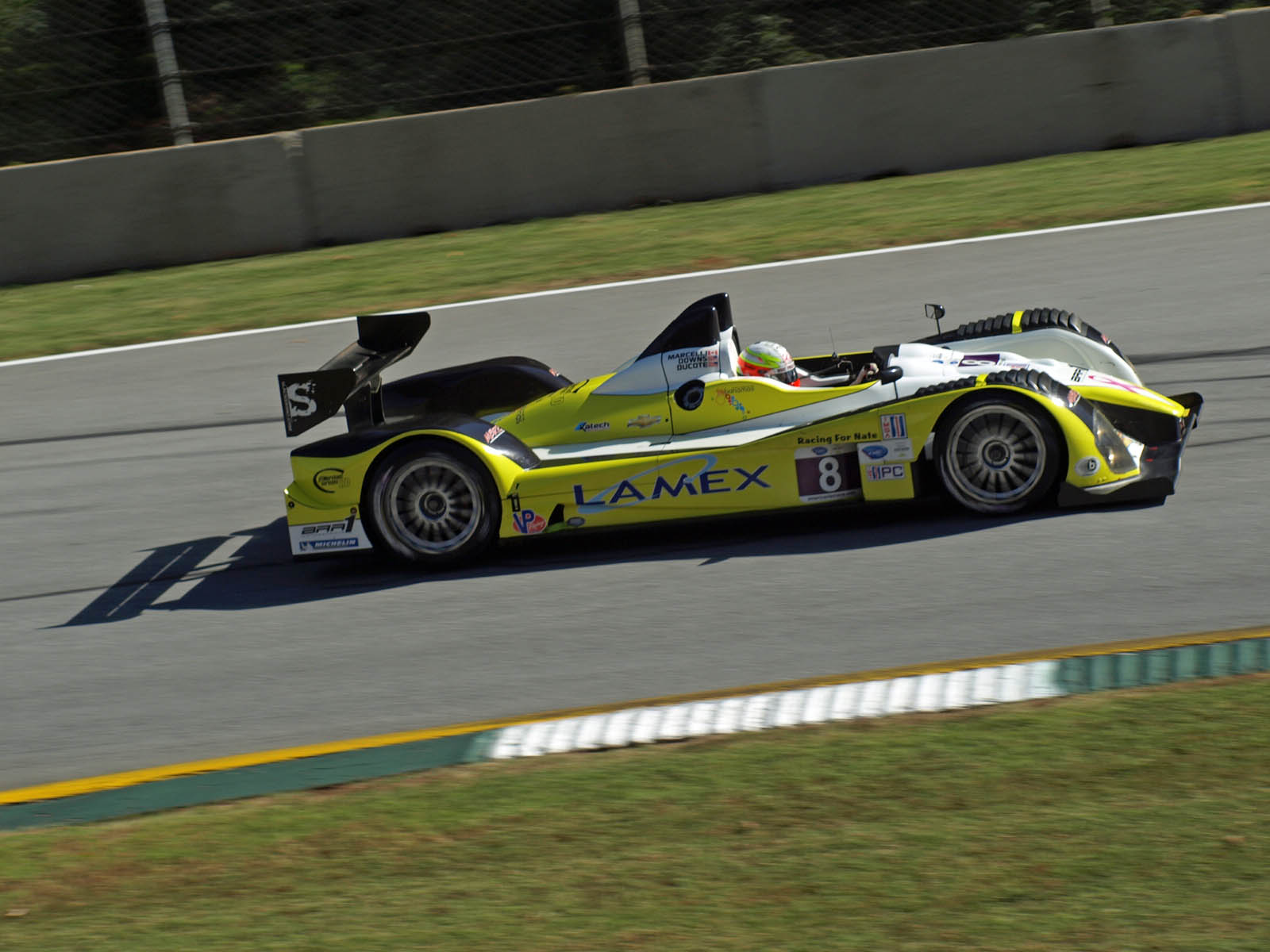
Une Oreca FLM09 de l'écurie américaine BAR1 Motorsports

Tous les engagés utilisent un châssis Oreca FLM09 motorisé par un Chevrolet LS3 6,2 l V8 Atmo produisant une puissance d'environ 430 ch pour un poids de 900 kg.
Les pneus Continental sont utilisés par toutes les voitures.
| No.                 | Pays                    | Écurie                       | Pilotes                        | Pilotes                       | Pilotes                       | Pilotes             |
| Prototype Challenge | Prototype Challenge     | Prototype Challenge          | Prototype Challenge            | Prototype Challenge           | Prototype Challenge           | Prototype Challenge |
| ------------------- | ----------------------- | ---------------------------- | ------------------------------ | ----------------------------- | ----------------------------- | ------------------- |
| 8                   |                         | Starworks Motorsport         | Chris Cumming (de) (1)         | John Falb (1)                 | Ben Keating (1)               | Remo Ruscitti (1)   |
| 8                   | Robert Wickens (1)      | Starworks Motorsport         | Garett Grist (2)               | Max Hanratty (2)              | Sean Rayhall (2)              |                     |
| 88                  | Conor Daly (1)          | Starworks Motorsport         | James Dayson (1)               | Alex Popow (1)                | Sean Rayhall (1)              |                     |
| 20                  |                         | BAR1 Motorsports             | Don Yount (Toutes)             | Buddy Rice (1–2, 4, 6, 9, 12) | Mark Kvamme (1–2)             | Chapman Ducote (1)  |
| 20                  | Gustavo Yacamán (1)     | BAR1 Motorsports             | Daniel Burkett (en) (2, 6, 12) | Ryan Lewis (5, 7)             |                               |                     |
| 25                  | David Cheng (1)         | BAR1 Motorsports             | Trent Hindman (1)              | Adam Merzon (1)               | Johnny Mowlem (1)             |                     |
| 25                  | Tom Papadopoulos (1)    | BAR1 Motorsports             | Gustavo Yacamán (2, 6, 9)      | Marc Drumwright (2)           | Chapman Ducote (2)            |                     |
| 25                  | Colin Thompson (en) (2) | BAR1 Motorsports             | Nicholas Boulle (4)            | Stefan Wilson (4)             | Tomy Drissi (5, 12)           |                     |
| 25                  | Bruno Junqueira (5)     | BAR1 Motorsports             | Brian Alder (6)                | Derek Jones (6)               | Garett Grist (7, 12)          |                     |
| 25                  | James Vance (7)         | BAR1 Motorsports             | Mark Kvamme (9)                | John Falb (12)                |                               |                     |
| 38                  |                         | Performance Tech Motorsports | James French (Toutes)          | Patricio O'Ward (Toutes)      | Kyle Masson (en) (1–2, 6, 12) | Nicholas Boulle (1) |

### GT Le Mans

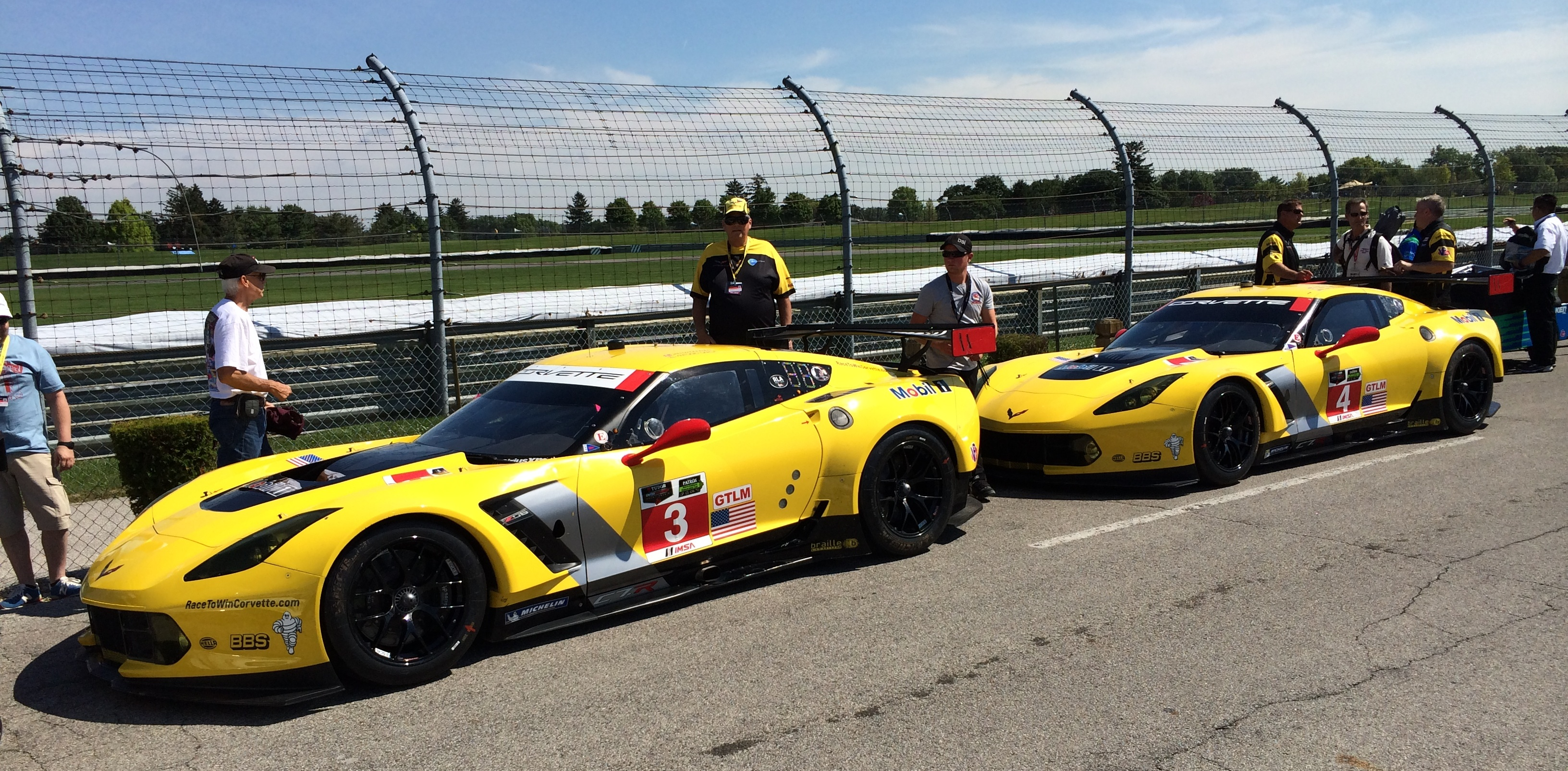
Chevrolet Corvette C7.R

La classe GT Le Mans, est composée de voitures répondant à la réglementation LM GTE mis en place par l'ACO, la FIA et l'IMSA. Les constructeurs Aston Martin, BMW, Chevrolet, Ferrari, Ford, et Porsche, ont des voitures qui répondent au règlement mis en place. La cylindrée du moteur est limitée à 5,5 L pour les moteurs atmosphérique ou 4,0 L pour les turbos/moteurs suralimentés. Le poids minimum est de 1 245 kg.
Une Balance des Performances (BOP) est mise en place par l'IMSA afin d'harmoniser les performances des voitures.
Les pneus Michelin sont utilisés par toutes les voitures.
| No.                 | Pays                      | Écurie                    | Voiture                 | Pilotes                           | Pilotes                    | Pilotes                      | Pilotes                    |
| Prototype Challenge | Prototype Challenge       | Prototype Challenge       | Prototype Challenge     | Prototype Challenge               | Prototype Challenge        | Prototype Challenge          | Prototype Challenge        |
| ------------------- | ------------------------- | ------------------------- | ----------------------- | --------------------------------- | -------------------------- | ---------------------------- | -------------------------- |
| 3                   |                           | Corvette Racing           | Chevrolet Corvette C7.R | Antonio García (Toutes)           | Jan Magnussen (Toutes)     | Mike Rockenfeller (1–2, 12)  |                            |
| 4                   | Oliver Gavin (Toutes)     | Corvette Racing           | Chevrolet Corvette C7.R | Tommy Milner (Toutes)             | Marcel Fässler (1–2, 12)   |                              |                            |
| 19                  |                           | BMW Team RLL              | BMW M6 GTLM             | Bill Auberlen (1)                 | Augusto Farfus (1)         | Alexander Sims (1)           | Bruno Spengler (1)         |
| 24                  | John Edwards (Toutes)     | BMW Team RLL              | BMW M6 GTLM             | Martin Tomczyk (Toutes)           | Nick Catsburg (1–2)        | Kuno Wittmer (en) (12)       |                            |
| 25                  | Bill Auberlen (2–4, 6–12) | BMW Team RLL              | BMW M6 GTLM             | Alexander Sims (2–4, 6–12)        | Kuno Wittmer (en) (2)      | Nick Catsburg (12)           |                            |
| 62                  |                           | Risi Competizione         | Ferrari 488 GTE         | Giancarlo Fisichella (1–4, 10–12) | Toni Vilander (1–4, 10–12) | James Calado (1-2)           | Alessandro Pier Guidi (12) |
| 66                  |                           | Ford Chip Ganassi Racing  | Ford GT                 | Joey Hand (Toutes)                | Dirk Müller (Toutes)       | Sébastien Bourdais (1–2, 12) |                            |
| 67                  | Ryan Briscoe (Toutes)     | Ford Chip Ganassi Racing  | Ford GT                 | Richard Westbrook (Toutes)        | Scott Dixon (1–2, 12)      |                              |                            |
| 68                  |                           | Ford Chip Ganassi Team UK | Ford GT                 | Billy Johnson (en) (1-2)          | Stefan Mücke (1-2)         | Olivier Pla (1-2)            |                            |
| 69                  | Tony Kanaan (1)           | Ford Chip Ganassi Team UK | Ford GT                 | Andy Priaulx (1)                  | Harry Tincknell (1)        |                              |                            |
| 911                 |                           | Porsche GT Team           | Porsche 911 RSR         | Patrick Pilet (Toutes)            | Dirk Werner (Toutes)       | Frédéric Makowiecki (1-2)    | Nick Tandy (12)            |
| 912                 | Laurens Vanthoor (Toutes) | Porsche GT Team           | Porsche 911 RSR         | Kévin Estre (1-3)                 | Richard Lietz (1-2)        | Wolf Henzler (4)             |                            |

### GT Daytona
La classe GT Daytona composée de voitures correspondant à la réglementation GT3 mise en place par la FIA,. Les constructeurs Aston Martin, Audi, Bentley, BMW, Callaway, Ferrari, Honda, Lamborghini, Lexus, McLaren, Mercedes, Nissan, et Porsche, ont des voitures qui répondent au règlement mis en place.
Une Balance des Performances (BOP) est mise en place par l'IMSA afin d'harmoniser les performances des voitures. Les pneus Continental sont utilisés par toutes les voitures.
Cette classe étant une classe Pro-Am, chaque voiture ne doit pas être pilotée par plus de deux pilotes Platinium ou Or sur les courses d'endurance et doivent être pilotées par au moins un pilote Argent ou Bronze sur les autres courses. Le départ doit obligatoirement être pris par le pilote Bronze ou Argent.
| No.                 | Pays                       | Écurie                                   | Voiture                  | Pilotes                       | Pilotes                            | Pilotes                              | Pilotes                         |
| Prototype Challenge | Prototype Challenge        | Prototype Challenge                      | Prototype Challenge      | Prototype Challenge           | Prototype Challenge                | Prototype Challenge                  | Prototype Challenge             |
| ------------------- | -------------------------- | ---------------------------------------- | ------------------------ | ----------------------------- | ---------------------------------- | ------------------------------------ | ------------------------------- |
| 007                 |                            | TRG,                                     | Aston Martin Vantage GT3 | Brandon Davis (8)             | James Davison (8)                  |                                      |                                 |
| 11                  |                            | GRT Grasser Racing Team                  | Lamborghini Huracán GT3  | Mirko Bortolotti (1-2)        | Christian Engelhart (en) (1-2)     | Rolf Ineichen (1-2)                  | Ezequiel Pérez Companc (en) (1) |
| 11                  | Richard Antinucci (2)      | GRT Grasser Racing Team                  | Lamborghini Huracán GT3  |                               |                                    |                                      |                                 |
| 14                  |                            | 3GT Racing                               | Lexus RC F GT3           | Sage Karam (Toutes)           | Scott Pruett (1–8)                 | Ian James (1–2, 12)                  | Gustavo Menezes (1)             |
| 14                  | Austin Cindric (6)         | 3GT Racing                               | Lexus RC F GT3           | Robert Alon (en) (9-12)       |                                    |                                      |                                 |
| 15                  | Jack Hawksworth (Toutes)   | 3GT Racing                               | Lexus RC F GT3           | Robert Alon (en) (1-8)        | Austin Cindric (1–2, 6, 12)        | Dominik Farnbacher (1)               |                                 |
| 15                  | Scott Pruett (9-12)        | 3GT Racing                               | Lexus RC F GT3           |                               |                                    |                                      |                                 |
| 16                  |                            | Change Racing                            | Lamborghini Huracán GT3  | Corey Lewis (Toutes)          | Jeroen Mul (de) (Toutes)           | Brett Sandberg (1–2, 6, 12)          | Kaz Grala (en) (1)              |
| 18                  |                            | DAC Motorsports                          | Lamborghini Huracán GT3  | Emmanuel Anassis (1-2)        | Brandon Gdovic (en) (1-2)          | Anthony Massari (1-2)                | Zachary Claman DeMelo (en) (1)  |
| 21                  |                            | Konrad Motorsport                        | Lamborghini Huracán GT3  | Marc Basseng (1)              | Franz Konrad (1)                   | Marco Mapelli (en) (1)               | Luca Stolz (en) (1)             |
| 21                  | Lance Willsey (1)          | Konrad Motorsport                        | Lamborghini Huracán GT3  |                               |                                    |                                      |                                 |
| 23                  |                            | Alex Job Racing                          | Audi R8 LMS              | Townsend Bell (1–2, 6, 8, 12) | Bill Sweedler (de) (1–2, 6, 8, 12) | Frank Montecalvo (1–2, 6, 12)        | Pierre Kaffer (1)               |
| 27                  |                            | Dream Racing Motorsport                  | Lamborghini Huracán GT3  | Paolo Ruberti (1–2, 6)        | Cédric Sbirrazzuoli (1–2, 6)       | Lawrence DeGeorge (1–2)              | Raffaele Giammaria (en) (1)     |
| 27                  | Luca Persiani (en) (1)     | Dream Racing Motorsport                  | Lamborghini Huracán GT3  |                               |                                    |                                      |                                 |
| 28                  |                            | Alegra Motorsports                       | Porsche 911 GT3 R        | Daniel Morad (Toutes)         | Michael Christensen (1–3, 6, 12)   | Michael de Quesada (1–2, 6–7, 9, 12) | Carlos de Quesada (1)           |
| 28                  | Jesse Lazare (1)           | Alegra Motorsports                       | Porsche 911 GT3 R        | Spencer Pumpelly (2)          | Mathieu Jaminet (4-5)              | Patrick Long (8, 10–11)              |                                 |
| 29                  |                            | Montaplast par Land Motorsport           | Audi R8 LMS              | Connor De Phillippi (1–2, 12) | Christopher Mies (1–2, 12)         | Jules Gounon (1-2)                   | Jeffrey Schmidt (1)             |
| 29                  | Sheldon van der Linde (12) | Montaplast par Land Motorsport           | Audi R8 LMS              |                               |                                    |                                      |                                 |
| 33                  |                            | Riley Motorsports - Team AMG             | Mercedes-AMG GT3         | Jeroen Bleekemolen (Toutes)   | Ben Keating (1–9, 11–12)           | Mario Farnbacher (1–2, 6, 12)        | Adam Christodoulou (1)          |
| 33                  | Trent Hindman (10)         | Riley Motorsports - Team AMG             | Mercedes-AMG GT3         |                               |                                    |                                      |                                 |
| 46                  |                            | Ebimotors                                | Lamborghini Huracán GT3  | Fabio Babini (1-2)            | Emanuele Busnelli (1-2)            | Emmanuel Collard (1-2)               | François Perrodo (1)            |
| 46                  | Michele Beretta (en) (2)   | Ebimotors                                | Lamborghini Huracán GT3  |                               |                                    |                                      |                                 |
| 48                  |                            | Paul Miller Racing                       | Lamborghini Huracán GT3  | Bryan Sellers (Toutes)        | Madison Snow (Toutes)              | Dion von Moltke (1-2)                | Andrea Caldarelli (1)           |
| 48                  | Bryce Miller (1)           | Paul Miller Racing                       | Lamborghini Huracán GT3  | Trent Hindman (12)            |                                    |                                      |                                 |
| 50                  |                            | Riley Motorsports - WeatherTech Racing   | Mercedes-AMG GT3 (1-8)   | Gunnar Jeannette (Toutes)     | Cooper MacNeil (Toutes)            | Shane van Gisbergen (1-2, 6)         | Thomas Jäger (1)                |
| 50                  | Porsche 911 GT3 R (9-12)   | Riley Motorsports - WeatherTech Racing   | Patrick Long (12)        |                               |                                    |                                      |                                 |
| 51                  |                            | Spirit of Race                           | Ferrari 488 GT3          | Peter Mann (1)                | Rino Mastronardi (1)               | Maurizio Mediani (1)                 | Alessandro Pier Guidi (1)       |
| 51                  | Davide Rigon (1)           | Spirit of Race                           | Ferrari 488 GT3          |                               |                                    |                                      |                                 |
| 54                  |                            | CORE Autosport                           | Porsche 911 GT3 R        | Jon Bennett (en) (Toutes)     | Niclas Jönsson (Toutes)            | Niclas Jönsson (1–2, 6, 12)          | Patrick Long (1)                |
| 57                  |                            | Stevenson Motorsports                    | Audi R8 LMS              | Lawson Aschenbach (Toutes)    | Andrew Davis (Toutes)              | Matt Bell (en) (1-2, 12)             | Robin Liddell (1)               |
| 59                  |                            | Manthey Racing                           | Porsche 911 GT3 R        | Matteo Cairoli (1)            | Sven Müller (1)                    | Harald Proczyk (en) (1)              | Reinhold Renger (1)             |
| 59                  | Steve Smith (1)            | Manthey Racing                           | Porsche 911 GT3 R        |                               |                                    |                                      |                                 |
| 61                  |                            | GRT Grasser Racing Team                  | Lamborghini Huracán GT3  | Michele Beretta (en) (1)      | Christian Engelhart (en) (1)       | Rolf Ineichen (1)                    | Roberto Pampanini (1)           |
| 61                  | Miloš Pavlović (1)         | GRT Grasser Racing Team                  | Lamborghini Huracán GT3  |                               |                                    |                                      |                                 |
| 63                  |                            | Scuderia Corsa                           | Ferrari 488 GT3          | Alessandro Balzan (Toutes)    | Christina Nielsen (Toutes)         | Matteo Cressoni (1–2, 6, 12)         | Sam Bird (1)                    |
| 73                  |                            | Park Place Motorsports                   | Porsche 911 GT3 R        | Patrick Lindsey (Toutes)      | Jörg Bergmeister (1–5, 7–12)       | Matthew McMurry (1–2, 6, 12)         | Norbert Siedler (en) (1)        |
| 73                  | Jan Heylen (1)             | Park Place Motorsports                   | Porsche 911 GT3 R        |                               |                                    |                                      |                                 |
| 75                  |                            | SunEnergy1 Racing                        | Mercedes-AMG GT3         | Tristan Vautier (Toutes)      | Boris Said (1–3, 6)                | Kenny Habul (1–2, 4–7, 9–12)         | Maro Engel (1)                  |
| 75                  | Paul Morris (en) (1)       | SunEnergy1 Racing                        | Mercedes-AMG GT3         | Dion von Moltke (8, 12)       |                                    |                                      |                                 |
| 80                  |                            | Lone Star Racing                         | Mercedes-AMG GT3         | Dan Knox (4, 9–11)            | Mike Skeen (en) (4, 9–11)          |                                      |                                 |
| 86                  |                            | Michael Shank Racing avec Curb-Agajanian | Acura NSX GT3            | Oswaldo Negri Jr. (Toutes)    | Jeff Segal (Toutes)                | Tom Dyer (1-2, 12)                   | Ryan Hunter-Reay (1)            |
| 93                  | Andy Lally (Toutes)        | Michael Shank Racing avec Curb-Agajanian | Acura NSX GT3            | Katherine Legge (Toutes)      | Mark Wilkins (en) (1-2, 12)        | Graham Rahal (1)                     |                                 |
| 96                  |                            | Turner Motorsport                        | BMW M6 GT3               | Jens Klingmann (Toutes)       | Justin Marks (1–2, 6, 12)          | Jesse Krohn (1–2, 8-12)              | Maxime Martin (1)               |
| 96                  | Bret Curtis (3–5, 7)       | Turner Motorsport                        | BMW M6 GT3               |                               |                                    |                                      |                                 |
| 98                  |                            | Aston Martin Racing                      | Aston Martin Vantage GT3 | Paul Dalla Lana (1)           | Pedro Lamy (1)                     | Mathias Lauda (1)                    | Marco Sørensen (1)              |
| 991                 |                            | TRG,                                     | Porsche 911 GT3 R        | Wolf Henzler (1, 3)           | Jan Heylen (1, 3)                  | Santiago Creel (1)                   | Mike Hedlund (de) (1)           |
| 991                 | Tim Pappas (1)             | TRG,                                     | Porsche 911 GT3 R        | Parker Chase (en) (4)         | Harry Gottsacker (4)               |                                      |                                 |

## Résultats
Les vainqueurs du classement général de chaque manche sont inscrits en caractères gras.
| N° | Course       | Prototype (P)                                        | Prototype Challenge (PC)                                      | GT Le Mans (GTLM)                              | GT Daytona (GTD)                                                                   | Résultats |
| N° | Course       | Équipe victorieuse                                   | Équipe victorieuse                                            | Équipe victorieuse                             | Équipe victorieuse                                                                 | Résultats |
| N° | Course       | Pilotes victorieux                                   | Pilotes victorieux                                            | Pilotes victorieux                             | Pilotes victorieux                                                                 | Résultats |
| -- | ------------ | ---------------------------------------------------- | ------------------------------------------------------------- | ---------------------------------------------- | ---------------------------------------------------------------------------------- | --------- |
| 1  | Daytona      | #10 Konica Minolta Cadillac DPi-V.R                  | #38 Performance Tech Motorsports                              | #66 Ford Chip Ganassi Racing                   | #28 Alegra Motorsports                                                             | Résultats |
| 1  | Daytona      | Max Angelelli Jeff Gordon Jordan Taylor Ricky Taylor | Nicholas Boulle James French Kyle Masson (en) Patricio O'Ward | Sébastien Bourdais Joey Hand Dirk Müller       | Michael Christensen Jesse Lazare Daniel Morad Carlos de Quesada Michael de Quesada | Résultats |
| 2  | Sebring      | #10 Konica Minolta Cadillac DPi-V.R                  | #38 Performance Tech Motorsports                              | #3 Corvette Racing                             | #33 Riley Motorsports - Team AMG                                                   | Résultats |
| 2  | Sebring      | Alex Lynn Jordan Taylor Ricky Taylor                 | James French Kyle Masson (en) Patricio O'Ward                 | Antonio García Jan Magnussen Mike Rockenfeller | Jeroen Bleekemolen Mario Farnbacher Ben Keating                                    | Résultats |
| 3  | Long Beach   | #10 Konica Minolta Cadillac DPi-V.R                  | N'y participent pas                                           | #4 Corvette Racing                             | #50 Riley Motorsports - WeatherTech Racing                                         | Résultats |
| 3  | Long Beach   | Jordan Taylor Ricky Taylor                           | N'y participent pas                                           | Oliver Gavin Tommy Milner                      | Gunnar Jeannette Cooper MacNeil                                                    | Résultats |
| 4  | Austin       | #10 Konica Minolta Cadillac DPi-V.R                  | #38 Performance Tech Motorsports                              | #3 Corvette Racing                             | #33 Riley Motorsports - Team AMG                                                   | Résultats |
| 4  | Austin       | Jordan Taylor Ricky Taylor                           | James French Patricio O'Ward                                  | Antonio García Jan Magnussen                   | Jeroen Bleekemolen Ben Keating                                                     | Résultats |
| 5  | Belle Isle   | #10 Konica Minolta Cadillac DPi-V.R                  | #38 Performance Tech Motorsports                              | N'y participent pas                            | #93 Michael Shank Racing                                                           | Résultats |
| 5  | Belle Isle   | Jordan Taylor Ricky Taylor                           | James French Patricio O'Ward                                  | N'y participent pas                            | Andy Lally Katherine Legge                                                         | Résultats |
| 6  | Watkins Glen | #5 Mustang Sampling Racing                           | #38 Performance Tech Motorsports                              | #25 BMW Team RLL                               | #93 Michael Shank Racing                                                           | Résultats |
| 6  | Watkins Glen | Filipe Albuquerque João Barbosa Christian Fittipaldi | James French Kyle Masson (en) Patricio O'Ward                 | Bill Auberlen Alexander Sims                   | Andy Lally Katherine Legge                                                         | Résultats |
| 7  | Mosport      | #31 Whelen Engineering Racing                        | #38 Performance Tech Motorsports                              | #25 BMW Team RLL                               | #57 Stevenson Motorsports                                                          | Résultats |
| 7  | Mosport      | Eric Curran Dane Cameron                             | James French Patricio O'Ward                                  | Bill Auberlen Alexander Sims                   | Lawson Aschenbach Andrew Davis                                                     | Résultats |
| 8  | Lime Rock    | N'y participent pas                                  | N'y participent pas                                           | #911 Porsche GT Team                           | #73 Park Place Motorsports                                                         | Résultats |
| 8  | Lime Rock    | N'y participent pas                                  | N'y participent pas                                           | Patrick Pilet Dirk Werner                      | Jörg Bergmeister Patrick Lindsey                                                   | Résultats |
| 9  | Road America | #22 Tequila Patrón ESM                               | #38 Performance Tech Motorsports                              | #66 Ford Chip Ganassi Racing                   | #96 Turner Motorsport                                                              | Résultats |
| 9  | Road America | Pipo Derani Johannes van Overbeek                    | James French Patricio O'Ward                                  | Joey Hand Dirk Müller                          | Jens Klingmann Jesse Krohn                                                         | Résultats |
| 10 | Virginia     | N'y participent pas                                  | N'y participent pas                                           | #3 Corvette Racing                             | #16 Change Racing                                                                  | Résultats |
| 10 | Virginia     | N'y participent pas                                  | N'y participent pas                                           | Antonio García Jan Magnussen                   | Corey Lewis Jeroen Mul (de)                                                        | Résultats |
| 11 | Laguna Seca  | #90 VisitFlorida Racing                              | N'y participent pas                                           | #24 BMW Team RLL                               | #63 Scuderia Corsa                                                                 | Résultats |
| 11 | Laguna Seca  | Marc Goossens Renger van der Zande                   | N'y participent pas                                           | John Edwards Martin Tomczyk                    | Alessandro Balzan Christina Nielsen                                                | Résultats |
| 12 | Road Atlanta | #2 Tequila Patrón ESM                                | #26 BAR1 Motorsports                                          | #25 BMW Team RLL                               | #29 Montaplast par Land Motorsport                                                 | Résultats |
| 12 | Road Atlanta | Ryan Dalziel Brendon Hartley Scott Sharp             | Tomy Drissi John Falb Garett Grist                            | Bill Auberlen Kuno Wittmer (en) Alexander Sims | Connor De Phillippi Sheldon van der Linde Christopher Mies                         | Résultats |

## Classement

### Attribution des points
Les points du championnat sont attribués dans chaque classe à l'arrivée de chaque épreuve. Les points sont alloués en fonction des positions d'arrivée indiquées dans le tableau ci-dessous.
| Position | 1  | 2  | 3  | 4  | 5  | 6  | 7  | 8  | 9  | 10 | 11 | 12 | 13 | 14 | 15 | 16 | 17 | 18 | 19 | 20 | 21 | 22 | 23 | 24 | 25 | 26 | 27 | 28 | 29 | 30 | MT |
| -------- | -- | -- | -- | -- | -- | -- | -- | -- | -- | -- | -- | -- | -- | -- | -- | -- | -- | -- | -- | -- | -- | -- | -- | -- | -- | -- | -- | -- | -- | -- | -- |
| Course   | 35 | 32 | 30 | 28 | 26 | 25 | 24 | 23 | 22 | 21 | 20 | 19 | 18 | 17 | 16 | 15 | 14 | 13 | 12 | 11 | 10 | 9  | 8  | 7  | 6  | 5  | 4  | 3  | 2  | 1  | 1  |

Points des pilotes
Des points sont attribués dans chaque classe à la fin de chaque épreuve. Le point pour le tour le plus rapide est seulement attribué dans le championnat des pilotes.
Points des équipes
Les points des équipes sont calculés exactement de la même manière que les points des pilotes en utilisant le tableau de répartition des points. Chaque voiture inscrite est considérée comme sa propre "équipe", qu'il s'agisse d'une seule entrée ou d'une partie d'une équipe engageant deux voitures.
Points des constructeurs
Il existe également un championnat de constructeurs qui utilisent le même tableau de répartition des points pour toute la saison. Les championnats constructeurs reconnus par l'IMSA sont les suivants:
 'Prototype (P):'  Constructeur de châssis
 'GT Le Mans (GTLM):'  Constructeur automobile
 'GT Daytona (GTD):'  Constructeur automobile
Chaque constructeur reçoit des points d'arrivée pour sa voiture la mieux classée dans chaque catégorie. Les positions des voitures suivantes provenant du même constructeur ne sont pas prises en compte, et tous les autres constructeurs montent dans le classement.
Exemple : Le constructeur A termine premier et deuxième lors d'un événement, et le constructeur B termine troisième. Le constructeur A reçoit 35 points de première place tandis que le constructeur B obtient 32 points de deuxième place.
Coupe d'Endurance d'Amérique du Nord
Le système de points de la Coupe d'Endurance d'Amérique du Nord est différent du système de points normal. Les points sont attribués selon un barème 5-4-3-2 que ce soit pour les pilotes, les équipes et les constructeurs, comme le résume le tableau ci-dessous.
| Position | 1 | 2 | 3 | Autres classés |
| -------- | - | - | - | -------------- |
| Course   | 5 | 4 | 3 | 2              |

Cependant, ce faible octroi de points est contrebalancé par une fréquence d'attribution plus fréquente. Ainsi, à Daytona (course de 24 heures), les points sont attribués à six heures, 12 heures, 18 heures et à l'arrivée. À Sebring (course de 12 heures), les points sont attribués à quatre heures, huit heures et à l'arrivée. À Watkins Glen (course de 6 heures), les points sont attribués à trois heures et à l'arrivée. À Road Atlanta (course de 10 heures), les points sont attribués à quatre heures, huit heures et à l'arrivée.
Tout comme le championnat d'équipe par saison, les points des équipes de la Coupe d'Endurance d'Amérique du Nord sont décernés pour chaque voiture et les pilotes obtiennent des points dans toutes les voitures qu'ils conduisent, à condition qu'ils soient inscrits pour gagner des points. Les points constructeurs vont à la voiture la plus haute de ce constructeur, les autres voitures de ce constructeur ne sont pas comptés à l'instar du championnat des constructeurs de saison.
Par exemple : pour tout constructeur de chaque classe, si les arrivants d'un constructeur A sont premier et second et si l'arrivant du constructeur B finit troisième, alors le constructeur A ne reçoit que les points de première place pour cette classe. Le constructeur B reçoit les points de deuxième place.

### Championnats pilotes
- Course faisant partie de la Coupe d’Endurance d’Amérique du Nord

#### Prototype
| Pos. | Pilote                | DAY | SEB | LBH | AUS | BEL | WGL | MOS | ELK | LGA | ATL | Points | CEAN |
| ---- | --------------------- | --- | --- | --- | --- | --- | --- | --- | --- | --- | --- | ------ | ---- |
| 1    | Jordan Taylor         | 1   | 1   | 1   | 1   | 1   | 6   | 7   | 2   | 3   | 9   | 310    | 42   |
| 1    | Ricky Taylor          | 1   | 1   | 1   | 1   | 1   | 6   | 7   | 2   | 3   | 9   | 310    | 42   |
| 2    | Dane Cameron          | 6   | 3   | 8   | 2   | 2   | 101 | 1   | 4   | 2   | 2   | 291    | 29   |
| 2    | Eric Curran           | 6   | 3   | 8   | 2   | 2   | 101 | 1   | 4   | 2   | 2   | 291    | 29   |
| 3    | João Barbosa          | 2   | 2   | 7   | 3   | 4   | 1   | 6   | 6   | 5   | 5   | 284    | 46   |
| 3    | Christian Fittipaldi  | 2   | 2   | 7   | 3   | 4   | 1   | 6   | 6   | 5   | 5   | 284    | 46   |
| 4    | Mikhail Goikhberg     | 5   | 4   | 4   | 4   | 6   | 2   | 2   | 8   | 4   | 6   | 277    | 28   |
| 4    | Stephen Simpson       | 5   | 4   | 4   | 4   | 6   | 2   | 2   | 8   | 4   | 6   | 277    | 28   |
| 5    | Ryan Dalziel          | 4   | 11  | 2   | 6   | 8   | 7   | 3   | 3   | 6   | 1   | 273    | 30   |
| 5    | Scott Sharp           | 4   | 11  | 2   | 6   | 8   | 7   | 3   | 3   | 6   | 1   | 273    | 30   |
| 6    | Johannes van Overbeek | 7   | 10  | 9   | 5   | 7   | 8   | 9   | 1   | 8   | 4   | 249    | 31   |
| 7    | Marc Goossens         | 3   | 6   | WD  | 7   | 9   | 5   | 10  | 5   | 1   | 7   | 233    | 29   |
| 7    | Renger van der Zande  | 3   | 6   | WD  | 7   | 9   | 5   | 10  | 5   | 1   | 7   | 233    | 29   |
| 8    | Jonathan Bomarito     | 11  | 5   | 3   | 10  | 5   | 3   | 4   |     |     | 7   | 205    | 27   |
| 9    | Pipo Derani           | 4   | 11  |     |     |     | 7   | 9   | 1   | 8   | 4   | 181    | 28   |
| 10   | Tristan Nunez         | 11  | 5   | 3   | 10  | 5   | 3   | 4   |     |     |     | 181    | 20   |
| 11   | Tom Long              | 12  | 8   | 6   | 8   | 3   | 9   | 5   |     |     |     | 168    | 18   |
| 11   | Joel Miller           | 12  | 8   | 6   | 8   | 3   | 9   | 5   |     |     |     | 168    | 18   |
| 12   | José Gutiérrez (en)   | 9   | 7   |     | 9   |     | 4   |     | 7   | 7   | 10  | 167    | 20   |
| 13   | Filipe Albuquerque    | 2   | 2   |     |     |     | 1   |     |     |     | 5   | 126    | 46   |
| 14   | Ed Brown              | 7   | 10  | 9   | 5   | 7   |     |     |     |     |     | 117    | 14   |
| 15   | Chris Miller          | 5   | 4   |     |     |     | 2   |     |     |     | 6   | 111    | 28   |
| 16   | Olivier Pla           |     |     |     |     |     | 4   |     | 7   | 7   | 10  | 99     | 10   |
| 17   | Bruno Senna           | 7   | 10  |     |     |     | 8   |     |     |     | 4   | 97     | 31   |
| 18   | Mike Conway           | 6   | 3   |     |     |     |     |     |     |     | 2   | 88     | 25   |
| 19   | Brendon Hartley       | 7   | 10  |     |     |     |     |     |     |     | 1   | 80     | 26   |
| 20   | Spencer Pigot         | 11  | 5   |     |     |     | 3   |     |     |     |     | 76     | 20   |
| 21   | Tom Kimber-Smith      | 9   | 7   | 5   |     |     |     |     |     |     |     | 72     | 14   |
| 22   | Nick Heidfeld         | 8   | 9   |     |     |     |     |     |     |     | 8   | 68     | 20   |
| 23   | René Rast             | 3   | 6   |     |     |     |     |     |     |     |     | 55     | 18   |
| 24   | Mathias Beche         | 5   |     |     |     |     |     |     |     |     | 8   | 49     | 14   |
| 25   | Mike Guasch           | 9   | 7   |     |     |     |     |     |     |     |     | 46     | 14   |
| 26   | Sébastien Buemi       | 8   | 9   |     |     |     |     |     |     |     |     | 45     | 14   |
| 26   | Neel Jani             | 8   | 9   |     |     |     |     |     |     |     |     | 45     | 14   |
| 27   | Marino Franchitti     |     | 8   |     |     |     | 9   |     |     |     |     | 45     | 10   |
| 28   | Max Angelelli         | 1   |     |     |     |     |     |     |     |     |     | 35     | 18   |
| 28   | Jeff Gordon           | 1   |     |     |     |     |     |     |     |     |     | 35     | 18   |
| 29   | Alex Lynn             |     | 1   |     |     |     |     |     |     |     |     | 35     | 14   |
| 30   | Hélio Castroneves     |     |     |     |     |     |     |     |     |     | 3   | 30     | 9    |
| 30   | Juan Pablo Montoya    |     |     |     |     |     |     |     |     |     | 3   | 30     | 9    |
| 30   | Simon Pagenaud        |     |     |     |     |     |     |     |     |     | 3   | 30     | 9    |
| 31   | Will Owen             |     |     | 5   |     |     |     |     |     |     |     | 26     | –    |
| 32   | Seb Morris (en)       | 6   |     |     |     |     |     |     |     |     |     | 25     | 10   |
| 33   | Stéphane Sarrazin     | 8   |     |     |     |     |     |     |     |     |     | 23     | 8    |
| 34   | Nicholas Boulle       |     |     |     |     |     |     | 8   |     |     |     | 23     | –    |
| 34   | David Ostella (en)    |     |     |     |     |     |     | 8   |     |     |     | 23     | –    |
| 35   | Gustavo Menezes       |     |     |     |     |     |     |     |     |     | 8   | 23     | 6    |
| 36   | R. C. Enerson (en)    | 9   |     |     |     |     |     |     |     |     |     | 22     | 8    |
| 37   | Marco Bonanomi        |     |     |     | 9   |     |     |     |     |     |     | 22     | –    |
| 38   | Ryan Hunter-Reay      |     |     |     |     |     |     |     |     |     | 9   | 24     | 6    |
| 39   | Loïc Duval            | 10  |     |     |     |     |     |     |     |     |     | 21     | 8    |
| 39   | Ben Hanley            | 10  |     |     |     |     |     |     |     |     |     | 21     | 8    |
| 39   | Henrik Hedman         | 10  |     |     |     |     |     |     |     |     |     | 21     | 8    |
| 39   | Nicolas Lapierre      | 10  |     |     |     |     |     |     |     |     |     | 21     | 8    |
| 40   | Kenton Koch           |     |     |     |     | 10  |     |     |     |     |     | 21     | –    |
| 40   | Ryan Lewis            |     |     |     |     | 10  |     |     |     |     |     | 21     | –    |
| 41   | Julien Canal          |     |     |     |     |     |     |     |     |     | 10  | 21     | 6    |
| 42   | James Hinchcliffe     | 12  |     |     |     |     |     |     |     |     |     | 19     | 8    |

| Couleur | Résultat                     |
| ------- | ---------------------------- |
| Or      | Vainqueur                    |
| Argent  | 2e place                     |
| Bronze  | 3e place                     |
| Vert    | Terminé, dans les points     |
| Bleu    | Terminé, pas dans les points |
| Violet  | Abandon (Ab.) ou (Ret)       |
| Violet  | Non classé (NC)              |
| Rouge   | Pas qualifié (DNQ)           |
| Noir    | Disqualifié (DSQ)            |
| Blanc   | Pas au départ (DNS)          |
| Blanc   | Forfait (WD)                 |
| Blanc   | N'a pas participé (DNP)      |
| Blanc   | Blessé (INJ)                 |
| Blanc   | Exclu (EX)                   |
| Blanc   | Course annulée (C)           |

Notes
- 1 – Relégué en dernière position de la classe pour ne pas avoir respecté la durée minimum de pilotage requise.

#### Prototype Challenge
| Pos. | Pilote              | DAY | SEB | AUS | BEL | WGL | MOS | ELK | ATL | Points | CEAN |
| ---- | ------------------- | --- | --- | --- | --- | --- | --- | --- | --- | ------ | ---- |
| 1    | James French        | 1   | 1   | 1   | 1   | 1   | 1   | 1   | 3   | 283    | 56   |
| 1    | Patricio O'Ward     | 1   | 1   | 1   | 1   | 1   | 1   | 1   | 3   | 283    | 56   |
| 2    | Don Yount           | 3   | 4   | 3   | 3   | 2   | 2   | 3   | 2   | 244    | 40   |
| 3    | Buddy Rice          | 3   | 4   | 3   |     | 2   |     | 3   | 2   | 182    | 40   |
| 4    | Kyle Masson (en)    | 1   | 1   |     |     | 1   |     |     | 3   | 139    | 56   |
| 5    | Gustavo Yacamán     | 3   | 3   |     |     | 3   |     | 2   |     | 121    | 29   |
| 6    | Garett Grist        |     | 2   |     |     |     | 3   |     | 1   | 97     | 25   |
| 7    | Daniel Burkett (en) |     | 4   |     |     | 2   |     |     | 2   | 92     | 26   |
| 8    | Mark Kvamme         | 3   | 4   |     |     |     |     | 2   |     | 90     | 20   |
| 9    | Nicholas Boulle     | 1   |     | 2   |     |     |     |     |     | 68     | 20   |
| 10   | Tomy Drissi         |     |     |     | 2   |     |     |     | 1   | 67     | 13   |
| 11   | Ryan Lewis          |     |     |     | 3   |     | 2   |     |     | 62     | –    |
| 12   | John Falb           | 5   |     |     |     |     |     |     | 1   | 61     | 21   |
| 13   | Sean Rayhall        | 4   | 2   |     |     |     |     |     |     | 60     | 20   |
| 14   | Chapman Ducote      | 3   | 3   |     |     |     |     |     |     | 59     | 23   |
| 15   | David Cheng         | 2   |     |     |     |     |     |     |     | 32     | 14   |
| 15   | Trent Hindman       | 2   |     |     |     |     |     |     |     | 32     | 14   |
| 15   | Adam Merzon         | 2   |     |     |     |     |     |     |     | 32     | 14   |
| 15   | Johnny Mowlem       | 2   |     |     |     |     |     |     |     | 32     | 14   |
| 15   | Tom Papadopoulos    | 2   |     |     |     |     |     |     |     | 32     | 14   |
| 16   | Max Hanratty        |     | 2   |     |     |     |     |     |     | 32     | 12   |
| 17   | Stefan Wilson       |     |     | 2   |     |     |     |     |     | 32     | –    |
| 18   | Bruno Junqueira     |     |     |     | 2   |     |     |     |     | 32     | –    |
| 19   | Derek Jones         |     |     |     |     | 3   |     |     |     | 30     | 6    |
| 19   | Brian Adler         |     |     |     |     | 3   |     |     |     | 30     | 6    |
| 20   | James Vance         |     |     |     |     |     | 3   |     |     | 30     | –    |
| 21   | Marc Drumwright     |     | 3   |     |     |     |     |     |     | 29     | 9    |
| 21   | Colin Thompson (en) |     | 3   |     |     |     |     |     |     | 29     | 9    |
| 22   | Conor Daly          | 4   |     |     |     |     |     |     |     | 28     | 8    |
| 22   | James Dayson        | 4   |     |     |     |     |     |     |     | 28     | 8    |
| 22   | Scott Mayer (en)    | 4   |     |     |     |     |     |     |     | 28     | 8    |
| 22   | Alex Popow          | 4   |     |     |     |     |     |     |     | 28     | 8    |
| 23   | Chris Cumming (de)  | 5   |     |     |     |     |     |     |     | 26     | 8    |
| 23   | Ben Keating         | 5   |     |     |     |     |     |     |     | 26     | 8    |
| 23   | Remo Ruscitti       | 5   |     |     |     |     |     |     |     | 26     | 8    |
| 23   | Robert Wickens      | 5   |     |     |     |     |     |     |     | 26     | 8    |

#### GT Le Mans
| Pos. | Pilote                | DAY | SEB | LBH | AUS | WGL | MOS | LIM | ELK | VIR | LGA | ATL | Points | CEAN |
| ---- | --------------------- | --- | --- | --- | --- | --- | --- | --- | --- | --- | --- | --- | ------ | ---- |
| 1    | Antonio García        | 4   | 1   | 5   | 1   | 3   | 4   | 4   | 4   | 1   | 4   | 2   | 334    | 32   |
| 1    | Jan Magnussen         | 4   | 1   | 5   | 1   | 3   | 4   | 4   | 4   | 1   | 4   | 2   | 334    | 32   |
| 2    | Bill Auberlen         | 8   | 6   | 4   | 2   | 1   | 1   | 6   | 6   | 4   | 8   | 1   | 317    | 37   |
| 2    | Alexander Sims        | 8   | 6   | 4   | 2   | 1   | 1   | 6   | 6   | 4   | 8   | 1   | 317    | 37   |
| 3    | Joey Hand             | 1   | 2   | 8   | 5   | 4   | 5   | 7   | 1   | 5   | 6   | 7   | 306    | 39   |
| 3    | Dirk Müller           | 1   | 2   | 8   | 5   | 4   | 5   | 7   | 1   | 5   | 6   | 7   | 306    | 39   |
| 4    | Ryan Briscoe          | 10  | 4   | 2   | 6   | 2   | 3   | 5   | 3   | 2   | 5   | 8   | 306    | 30   |
| 4    | Richard Westbrook     | 10  | 4   | 2   | 6   | 2   | 3   | 5   | 3   | 2   | 5   | 8   | 306    | 30   |
| 5    | Patrick Pilet         | 2   | 7   | 6   | 4   | 7   | 7   | 1   | 8   | 8   | 3   | 6   | 295    | 40   |
| 5    | Dirk Werner           | 2   | 7   | 6   | 4   | 7   | 7   | 1   | 8   | 8   | 3   | 6   | 295    | 40   |
| 6    | Laurens Vanthoor      | 6   | 8   | 3   | 8   | 6   | 6   | 2   | 2   | 7   | 7   | 5   | 287    | 30   |
| 7    | John Edwards          | 11  | 9   | 7   | 3   | 8   | 2   | 3   | 7   | 9   | 1   | 9   | 284    | 24   |
| 7    | Martin Tomczyk        | 11  | 9   | 7   | 3   | 8   | 2   | 3   | 7   | 9   | 1   | 9   | 284    | 24   |
| 8    | Oliver Gavin          | 9   | 10  | 1   | 7   | 5   | 8   | 8   | 5   | 6   | 9   | 4   | 276    | 27   |
| 8    | Tommy Milner          | 9   | 10  | 1   | 7   | 5   | 8   | 8   | 5   | 6   | 9   | 4   | 276    | 27   |
| 9    | Giancarlo Fisichella  | 3   | 3   | 9   | 9   |     |     |     |     | 3   | 2   | 3   | 199    | 23   |
| 9    | Toni Vilander         | 3   | 3   | 9   | 9   |     |     |     |     | 3   | 2   | 3   | 199    | 23   |
| 10   | Gianmaria Bruni       |     |     |     |     | 6   | 6   | 2   | 2   | 7   | 7   | 5   | 186    | 13   |
| 11   | Mike Rockenfeller     | 4   | 1   |     |     |     |     |     |     |     |     | 2   | 95     | 27   |
| 12   | Sébastien Bourdais    | 1   | 2   |     |     |     |     |     |     |     |     | 7   | 91     | 35   |
| 13   | Kuno Wittmer (en)     | 11  | 6   |     |     |     |     |     |     |     |     | 1   | 80     | 27   |
| 14   | Kévin Estre           | 6   | 8   | 3   |     |     |     |     |     |     |     |     | 78     | 17   |
| 15   | Scott Dixon           | 10  | 4   |     |     |     |     |     |     |     |     | 8   | 73     | 24   |
| 16   | Marcel Fässler        | 9   | 10  |     |     |     |     |     |     |     |     | 4   | 71     | 20   |
| 17   | Nick Catsburg         | 11  | 9   |     |     |     |     |     |     |     |     | 9   | 64     | 20   |
| 18   | James Calado          | 3   | 3   |     |     |     |     |     |     |     |     |     | 60     | 16   |
| 19   | Frédéric Makowiecki   | 2   | 7   |     |     |     |     |     |     |     |     |     | 57     | 27   |
| 20   | Billy Johnson (en)    | 7   | 5   |     |     |     |     |     |     |     |     |     | 50     | 16   |
| 20   | Stefan Mücke          | 7   | 5   |     |     |     |     |     |     |     |     |     | 50     | 16   |
| 20   | Olivier Pla           | 7   | 5   |     |     |     |     |     |     |     |     |     | 50     | 16   |
| 21   | Richard Lietz         | 6   | 8   |     |     |     |     |     |     |     |     |     | 48     | 17   |
| 22   | Alessandro Pier Guidi |     |     |     |     |     |     |     |     |     |     | 3   | 31     | 7    |
| 23   | Tony Kanaan           | 5   |     |     |     |     |     |     |     |     |     |     | 26     | 8    |
| 23   | Andy Priaulx          | 5   |     |     |     |     |     |     |     |     |     |     | 26     | 8    |
| 23   | Harry Tincknell       | 5   |     |     |     |     |     |     |     |     |     |     | 26     | 8    |
| 24   | Earl Bamber           |     |     |     |     |     |     |     |     |     |     | 5   | 26     | 9    |
| 25   | Nick Tandy            |     |     |     |     |     |     |     |     |     |     | 6   | 25     | 8    |
| 26   | Augusto Farfus        | 8   |     |     |     |     |     |     |     |     |     |     | 23     | 9    |
| 26   | Bruno Spengler        | 8   |     |     |     |     |     |     |     |     |     |     | 23     | 9    |
| 27   | Wolf Henzler          |     |     |     | 8   |     |     |     |     |     |     |     | 23     | –    |

#### GT Daytona
| Pos. | Pilote                      | DAY | SEB | LBH | AUS | BEL | WGL | MOS | LIM | ELK | VIR | LGA | ATL | Points | CEAN |
| ---- | --------------------------- | --- | --- | --- | --- | --- | --- | --- | --- | --- | --- | --- | --- | ------ | ---- |
| 1    | Alessandro Balzan           | 16  | 2   | 3   | 2   | 2   | 2   | 3   | 6   | 5   | 4   | 1   | 9   | 340    | 36   |
| 1    | Christina Nielsen           | 16  | 2   | 3   | 2   | 2   | 2   | 3   | 6   | 5   | 4   | 1   | 9   | 340    | 36   |
| 2    | Jeroen Bleekemolen          | 3   | 1   | 2   | 1   | 14  | 10  | 7   | 15  | 4   | 3   | 8   | 4   | 320    | 39   |
| 3    | Patrick Lindsey             | 24  | 6   | 4   | 8   | 9   | 8   | 9   | 1   | 2   | 10  | 3   | 3   | 298    | 26   |
| 4    | Jens Klingmann              | 8   | 20  | 9   | 5   | 4   | 3   | 4   | 14  | 1   | 2   | 5   | 15  | 294    | 28   |
| 5    | Ben Keating                 | 3   | 1   | 2   | 1   | 14  | 10  | 7   | 15  | 4   |     | 8   | 4   | 290    | 39   |
| 6    | Andy Lally                  | 11  | 14  | 7   | 15  | 1   | 1   | 2   | 5   | 15  | 15  | 2   | 14  | 286    | 32   |
| 6    | Katherine Legge             | 11  | 14  | 7   | 15  | 1   | 1   | 2   | 5   | 15  | 15  | 2   | 14  | 286    | 32   |
| 7    | Lawson Aschenbach           | 4   | 7   | 13  | 10  | 13  | 9   | 1   | 4   | 3   | 12  | 11  | 13  | 283    | 25   |
| 7    | Andrew Davis                | 4   | 7   | 13  | 10  | 13  | 9   | 1   | 4   | 3   | 12  | 11  | 13  | 283    | 25   |
| 8    | Daniel Morad                | 1   | 10  | 12  | 7   | 10  | 7   | 15  | 3   | 11  | 9   | 16  | 2   | 281    | 29   |
| 9    | Bryan Sellers               | 7   | 5   | 16  | 4   | 3   | 12  | 8   | 2   | 6   | 5   | 7   | 7   | 281    | 24   |
| 9    | Madison Snow                | 7   | 5   | 16  | 4   | 3   | 12  | 8   | 2   | 6   | 5   | 7   | 7   | 281    | 24   |
| 10   | Jörg Bergmeister            | 24  | 6   | 4   | 8   | 9   |     | 9   | 1   | 2   | 10  | 3   | 3   | 275    | 22   |
| 11   | Gunnar Jeannette            | 21  | 21  | 1   | 6   | 12  | 4   | 11  | 10  | 9   | 6   | 6   | 17  | 254    | 28   |
| 11   | Cooper MacNeil              | 21  | 21  | 1   | 6   | 12  | 4   | 11  | 10  | 9   | 6   | 6   | 17  | 254    | 28   |
| 12   | Robert Alon (en)            | 14  | 13  | 11  | 13  | 7   | 5   | 12  | 7   | 8   | 7   | 14  | 10  | 252    | 24   |
| 13   | Oswaldo Negri Jr.           | 5   | 8   | 10  | 11  | 5   | 16  | 10  | 9   | 14  | 14  | 10  | 12  | 248    | 33   |
| 13   | Jeff Segal                  | 5   | 8   | 10  | 11  | 5   | 16  | 10  | 9   | 14  | 14  | 10  | 12  | 248    | 33   |
| 14   | Jack Hawksworth             | 14  | 13  | 11  | 13  | 7   | 5   | 12  | 7   | 10  | 13  | 13  | 8   | 248    | 24   |
| 15   | Sage Karam                  | 27  | 18  | 6   | 9   | 6   | 6   | 5   | 12  | 8   | 7   | 14  | 10  | 244    | 24   |
| 16   | Scott Pruett                | 27  | 18  | 6   | 9   | 6   | 6   | 5   | 12  | 10  | 13  | 13  | 8   | 240    | 24   |
| 17   | Corey Lewis                 | 25  | 11  | 8   | 17  | 11  | 17  | 6   | 11  | 13  | 1   | 9   | 11  | 237    | 24   |
| 17   | Jeroen Mul (de)             | 25  | 11  | 8   | 17  | 11  | 17  | 6   | 11  | 13  | 1   | 9   | 11  | 237    | 24   |
| 18   | Jon Bennett (en)            | 22  | 16  | 14  | 14  | 8   | 13  | 14  | 17  | 7   | 8   | 4   | 5   | 231    | 24   |
| 18   | Colin Braun                 | 22  | 16  | 14  | 14  | 8   | 13  | 14  | 17  | 7   | 8   | 4   | 5   | 231    | 24   |
| 19   | Tristan Vautier             | 18  | 3   | 15  | 3   | 15  | 15  | 13  | 16  | 12  | 16  | 12  | 16  | 224    | 25   |
| 20   | Kenny Habul                 | 18  | 3   |     | 3   | 15  | 15  | 13  |     | 12  | 16  | 12  | 16  | 192    | 25   |
| 21   | Jesse Krohn                 | 8   | 20  |     |     |     |     |     | 14  | 1   | 2   | 5   | 15  | 160    | 22   |
| 22   | Michael de Quesada          | 1   | 10  |     |     |     | 7   | 15  |     | 11  |     |     | 2   | 148    | 29   |
| 23   | Michael Christensen         | 1   | 10  | 12  |     |     | 7   |     |     |     |     |     | 2   | 131    | 29   |
| 24   | Mario Farnbacher            | 3   | 1   |     |     |     | 10  |     |     |     |     |     | 4   | 115    | 39   |
| 25   | Townsend Bell               | 6   | 15  |     |     |     | 14  |     | 8   |     |     |     | 6   | 106    | 25   |
| 25   | Bill Sweedler (de)          | 6   | 15  |     |     |     | 14  |     | 8   |     |     |     | 6   | 106    | 25   |
| 26   | Bret Curtis                 |     |     | 9   | 5   | 4   |     | 4   |     |     |     |     |     | 104    | –    |
| 27   | Matteo Cressoni             | 16  | 2   |     |     |     | 2   |     |     |     |     |     | 9   | 101    | 36   |
| 28   | Christopher Mies            | 2   | 4   |     |     |     |     |     |     |     |     |     | 1   | 96     | 30   |
| 28   | Connor De Phillippi         | 2   | 4   |     |     |     |     |     |     |     |     |     | 1   | 96     | 30   |
| 29   | Patrick Long                | 22  |     |     |     |     |     |     | 3   |     | 9   | 16  | 17  | 90     | 14   |
| 30   | Matthew McMurry             | 24  | 6   |     |     |     | 8   |     |     |     |     |     | 3   | 85     | 26   |
| 31   | Austin Cindric              | 14  | 13  |     |     |     | 6   |     |     |     |     |     | 8   | 85     | 24   |
| 32   | Frank Montecalvo            | 6   | 15  |     |     |     | 14  |     |     |     |     |     | 6   | 83     | 25   |
| 33   | Justin Marks                | 8   | 20  |     |     |     | 3   |     |     |     |     |     | 15  | 80     | 28   |
| 34   | Dion von Moltke             | 7   | 5   |     |     |     |     |     | 16  |     |     |     | 16  | 80     | 20   |
| 35   | Boris Said                  | 18  | 3   | 15  |     |     | 15  |     |     |     |     |     |     | 76     | 19   |
| 36   | Jan Heylen                  | 10  | 6   | 5   |     |     |     |     |     |     |     |     |     | 72     | 14   |
| 37   | Matt Bell (en)              | 4   | 7   |     |     |     |     |     |     |     |     |     | 13  | 70     | 21   |
| 38   | Tom Dyer                    | 5   | 8   |     |     |     |     |     |     |     |     |     | 12  | 68     | 26   |
| 39   | Niclas Jönsson              | 22  | 16  |     |     |     | 13  |     |     |     |     |     | 5   | 68     | 24   |
| 40   | Jules Gounon                | 2   | 4   |     |     |     |     |     |     |     |     |     |     | 60     | 19   |
| 41   | Brett Sandberg              | 25  | 11  |     |     |     | 17  |     |     |     |     |     | 11  | 60     | 24   |
| 42   | Dan Knox                    |     |     |     | 12  |     |     |     |     | DNS | 11  | 15  |     | 55     | –    |
| 42   | Mike Skeen (en)             |     |     |     | 12  |     |     |     |     | DNS | 11  | 15  |     | 55     | –    |
| 43   | Trent Hindman               |     |     |     |     |     |     |     |     |     | 3   |     | 7   | 54     | 6    |
| 44   | Mark Wilkins (en)           | 11  | 14  |     |     |     |     |     |     |     |     |     | 14  | 54     | 25   |
| 45   | Shane van Gisbergen         | 21  | 21  |     |     |     | 4   |     |     |     |     |     |     | 48     | 22   |
| 46   | Wolf Henzler                | 10  |     | 5   |     |     |     |     |     |     |     |     |     | 47     | 8    |
| 47   | Mathieu Jaminet             |     |     |     | 7   | 10  |     |     |     |     |     |     |     | 47     | –    |
| 48   | Paolo Ruberti               | 19  | 19  |     |     |     | 11  |     |     |     |     |     |     | 44     | 18   |
| 48   | Cédric Sbirrazzuoli         | 19  | 19  |     |     |     | 11  |     |     |     |     |     |     | 44     | 18   |
| 49   | Fabio Babini                | 9   | 12  |     |     |     |     |     |     |     |     |     |     | 41     | 14   |
| 49   | Emanuele Busnelli           | 9   | 12  |     |     |     |     |     |     |     |     |     |     | 41     | 14   |
| 49   | Emmanuel Collard            | 9   | 12  |     |     |     |     |     |     |     |     |     |     | 41     | 14   |
| 50   | Mirko Bortolotti            | 15  | 9   |     |     |     |     |     |     |     |     |     |     | 38     | 14   |
| 50   | Christian Engelhart (en)    | 15  | 9   |     |     |     |     |     |     |     |     |     |     | 38     | 14   |
| 50   | Rolf Ineichen               | 15  | 9   |     |     |     |     |     |     |     |     |     |     | 38     | 14   |
| 51   | Ian James                   | 27  | 18  |     |     |     |     |     |     |     |     |     | 10  | 38     | 20   |
| 52   | Sheldon van der Linde       |     |     |     |     |     |     |     |     |     |     |     | 1   | 36     | 11   |
| 53   | Jesse Lazare                | 1   |     |     |     |     |     |     |     |     |     |     |     | 35     | 11   |
| 53   | Carlos de Quesada           | 1   |     |     |     |     |     |     |     |     |     |     |     | 35     | 11   |
| 54   | Michele Beretta (en)        | 17  | 12  |     |     |     |     |     |     |     |     |     |     | 33     | 14   |
| 55   | Jeffrey Schmidt             | 2   |     |     |     |     |     |     |     |     |     |     |     | 32     | 12   |
| 56   | Emmanuel Anassis            | 13  | 17  |     |     |     |     |     |     |     |     |     |     | 32     | 14   |
| 56   | Brandon Gdovic (en)         | 13  | 17  |     |     |     |     |     |     |     |     |     |     | 32     | 14   |
| 56   | Anthony Massari             | 13  | 17  |     |     |     |     |     |     |     |     |     |     | 32     | 14   |
| 57   | Adam Christodoulou          | 3   |     |     |     |     |     |     |     |     |     |     |     | 30     | 10   |
| 58   | Robin Liddell               | 4   |     |     |     |     |     |     |     |     |     |     |     | 28     | 9    |
| 59   | Ryan Hunter-Reay            | 5   |     |     |     |     |     |     |     |     |     |     |     | 26     | 14   |
| 60   | Pierre Kaffer               | 6   |     |     |     |     |     |     |     |     |     |     |     | 25     | 9    |
| 61   | Andrea Caldarelli           | 7   |     |     |     |     |     |     |     |     |     |     |     | 24     | 8    |
| 61   | Bryce Miller                | 7   |     |     |     |     |     |     |     |     |     |     |     | 24     | 8    |
| 62   | Luca Persiani (en)          | 19  | 19  |     |     |     |     |     |     |     |     |     |     | 24     | 14   |
| 63   | Maxime Martin               | 8   |     |     |     |     |     |     |     |     |     |     |     | 23     | 8    |
| 64   | François Perrodo            | 9   |     |     |     |     |     |     |     |     |     |     |     | 22     | 8    |
| 65   | Richard Antinucci           |     | 9   |     |     |     |     |     |     |     |     |     |     | 22     | 6    |
| 66   | Santiago Creel              | 10  |     |     |     |     |     |     |     |     |     |     |     | 21     | 8    |
| 66   | Mike Hedlund (de)           | 10  |     |     |     |     |     |     |     |     |     |     |     | 21     | 8    |
| 66   | Tim Pappas                  | 10  |     |     |     |     |     |     |     |     |     |     |     | 21     | 8    |
| 67   | Spencer Pumpelly            |     | 10  |     |     |     |     |     |     |     |     |     |     | 21     | 6    |
| 68   | Graham Rahal                | 11  |     |     |     |     |     |     |     |     |     |     |     | 20     | 10   |
| 69   | Paul Dalla Lana             | 12  |     |     |     |     |     |     |     |     |     |     |     | 19     | 8    |
| 69   | Pedro Lamy                  | 12  |     |     |     |     |     |     |     |     |     |     |     | 19     | 8    |
| 69   | Mathias Lauda               | 12  |     |     |     |     |     |     |     |     |     |     |     | 19     | 8    |
| 69   | Marco Sørensen              | 12  |     |     |     |     |     |     |     |     |     |     |     | 19     | 8    |
| 70   | Zachary Claman DeMelo (en)  | 13  |     |     |     |     |     |     |     |     |     |     |     | 18     | 8    |
| 71   | James Davison               |     |     |     |     |     |     |     | 13  |     |     |     |     | 18     | –    |
| 71   | Brandon Davis               |     |     |     |     |     |     |     | 13  |     |     |     |     | 18     | –    |
| 72   | Dominik Farnbacher          | 14  |     |     |     |     |     |     |     |     |     |     |     | 17     | 8    |
| 73   | Ezequiel Pérez Companc (en) | 15  |     |     |     |     |     |     |     |     |     |     |     | 16     | 8    |
| 74   | Sam Bird                    | 16  |     |     |     |     |     |     |     |     |     |     |     | 15     | 10   |
| 75   | Parker Chase (en)           |     |     |     | 16  |     |     |     |     |     |     |     |     | 15     | –    |
| 75   | Harry Gottsacker            |     |     |     | 16  |     |     |     |     |     |     |     |     | 15     | –    |
| 76   | Roberto Pampanini           | 17  |     |     |     |     |     |     |     |     |     |     |     | 14     | 8    |
| 76   | Miloš Pavlović              | 17  |     |     |     |     |     |     |     |     |     |     |     | 14     | 8    |
| 77   | Maro Engel                  | 18  |     |     |     |     |     |     |     |     |     |     |     | 13     | 8    |
| 77   | Paul Morris (en)            | 18  |     |     |     |     |     |     |     |     |     |     |     | 13     | 8    |
| 78   | Lawrence DeGeorge           | 19  |     |     |     |     |     |     |     |     |     |     |     | 12     | 8    |
| 78   | Raffaele Giammaria (en)     | 19  |     |     |     |     |     |     |     |     |     |     |     | 12     | 8    |
| 79   | Marc Basseng                | 20  |     |     |     |     |     |     |     |     |     |     |     | 11     | 8    |
| 79   | Franz Konrad                | 20  |     |     |     |     |     |     |     |     |     |     |     | 11     | 8    |
| 79   | Marco Mapelli (en)          | 20  |     |     |     |     |     |     |     |     |     |     |     | 11     | 8    |
| 79   | Luca Stolz (en)             | 20  |     |     |     |     |     |     |     |     |     |     |     | 11     | 8    |
| 79   | Lance Willsey               | 20  |     |     |     |     |     |     |     |     |     |     |     | 11     | 8    |
| 80   | Thomas Jäger                | 21  |     |     |     |     |     |     |     |     |     |     |     | 10     | 11   |
| 81   | Peter Mann                  | 23  |     |     |     |     |     |     |     |     |     |     |     | 9      | 8    |
| 81   | Rino Mastronardi            | 23  |     |     |     |     |     |     |     |     |     |     |     | 9      | 8    |
| 81   | Maurizio Mediani            | 23  |     |     |     |     |     |     |     |     |     |     |     | 9      | 8    |
| 81   | Alessandro Pier Guidi       | 23  |     |     |     |     |     |     |     |     |     |     |     | 9      | 8    |
| 81   | Davide Rigon                | 23  |     |     |     |     |     |     |     |     |     |     |     | 9      | 8    |
| 82   | Norbert Siedler (en)        | 24  |     |     |     |     |     |     |     |     |     |     |     | 7      | 8    |
| 83   | Kaz Grala (en)              | 25  |     |     |     |     |     |     |     |     |     |     |     | 6      | 8    |
| 84   | Matteo Cairoli              | 26  |     |     |     |     |     |     |     |     |     |     |     | 5      | 8    |
| 84   | Sven Müller                 | 26  |     |     |     |     |     |     |     |     |     |     |     | 5      | 8    |
| 84   | Harald Proczyk (en)         | 26  |     |     |     |     |     |     |     |     |     |     |     | 5      | 8    |
| 84   | Reinhold Renger             | 26  |     |     |     |     |     |     |     |     |     |     |     | 5      | 8    |
| 84   | Steve Smith                 | 26  |     |     |     |     |     |     |     |     |     |     |     | 5      | 8    |
| 85   | Gustavo Menezes             | 27  |     |     |     |     |     |     |     |     |     |     |     | 4      | 8    |

### Championnats constructeurs

#### Prototype
| Pos.                                              | Constructeur | DAY | SEB | LBH | AUS | BEL | WGL | MOS | ELK | LGA | ATL | Points | CEAN |
| ------------------------------------------------- | ------------ | --- | --- | --- | --- | --- | --- | --- | --- | --- | --- | ------ | ---- |
| 1                                                 | Cadillac     | 1   | 1   | 1   | 1   | 1   | 1   | 1   | 2   | 2   | 2   | 344    | 56   |
| 2                                                 | Nissan       | 4   | 10  | 2   | 6   | 7   | 7   | 3   | 1   | 6   | 1   | 320    | 49   |
| 3                                                 | Mazda        | 11  | 5   | 3   | 8   | 3   | 3   | 4   |     |     |     | 216    | 30   |
| Constructeur inéligible aux points du championnat |              |     |     |     |     |     |     |     |     |     |     |        |      |
|                                                   | Gibson       | 3   | 4   | 4   | 4   | 6   | 2   | 2   | 5   | 1   | 3   |        |      |

#### GT Le Mans
| Pos. | Constructeur | DAY | SEB | LBH | AUS | WGL | MOS | LIM | ELK | VIR | LGA | ATL | Points | CEAN |
| ---- | ------------ | --- | --- | --- | --- | --- | --- | --- | --- | --- | --- | --- | ------ | ---- |
| 1    | Chevrolet    | 4   | 1   | 1   | 1   | 3   | 4   | 4   | 4   | 1   | 4   | 2   | 348    | 37   |
| 2    | BMW          | 8   | 6   | 4   | 2   | 1   | 1   | 2   | 6   | 4   | 1   | 1   | 342    | 37   |
| 3    | Ford         | 1   | 2   | 2   | 5   | 2   | 3   | 5   | 1   | 2   | 5   | 7   | 338    | 45   |
| 4    | Porsche      | 2   | 7   | 3   | 4   | 6   | 6   | 1   | 2   | 7   | 3   | 5   | 325    | 44   |
| 5    | Ferrari      | 3   | 3   | 9   | 9   |     |     |     |     | 3   | 2   | 3   | 204    | 19   |

#### GT Daytona
| Pos. | Constructeur | DAY | SEB | LBH | AUS | BEL | WGL | MOS | LIM | ELK | VIR | LGA | ATL | Points | CEAN |
| ---- | ------------ | --- | --- | --- | --- | --- | --- | --- | --- | --- | --- | --- | --- | ------ | ---- |
| 1    | Ferrari      | 16  | 2   | 3   | 2   | 2   | 2   | 3   | 6   | 5   | 4   | 1   | 9   | 352    | 36   |
| 2    | Mercedes-AMG | 3   | 1   | 1   | 1   | 12  | 4   | 7   | 10  | 4   | 3   | 8   | 4   | 348    | 44   |
| 3    | Porsche      | 1   | 6   | 4   | 7   | 8   | 7   | 9   | 1   | 2   | 6   | 3   | 2   | 345    | 30   |
| 4    | Acura        | 5   | 8   | 7   | 11  | 1   | 1   | 2   | 5   | 14  | 14  | 2   | 12  | 334    | 39   |
| 5    | Audi         | 2   | 4   | 13  | 10  | 13  | 9   | 1   | 4   | 3   | 12  | 11  | 1   | 334    | 38   |
| 6    | Lamborghini  | 7   | 5   | 8   | 4   | 3   | 11  | 6   | 2   | 6   | 1   | 7   | 7   | 333    | 25   |
| 7    | BMW          | 8   | 20  | 9   | 5   | 4   | 3   | 4   | 14  | 1   | 2   | 5   | 15  | 326    | 28   |
| 8    | Lexus        | 14  | 13  | 6   | 9   | 6   | 5   | 5   | 7   | 8   | 7   | 13  | 8   | 301    | 24   |
| 9    | Aston Martin | 12  |     |     |     |     |     |     | 13  |     |     |     |     | 47     | 8    |